# Pelastoneurus pontifex
Pelastoneurus pontifex är en tvåvingeart som beskrevs av Octave Parent 1937. Pelastoneurus pontifex ingår i släktet Pelastoneurus och familjen styltflugor.
Artens utbredningsområde är Kongo. Inga underarter finns listade i Catalogue of Life.